# カント主義
カント主義（独語: Kantianismus）は、イマヌエル・カントに連なる哲学の学派である。

## 解説
カント主義には、カント信奉者の様々な集団が含まれる。
- カントの直弟子、信奉者。Marcus Herz、Gottlob Benjamin Jäsche、Carl Christian Erhard Schmid、Johann Gottfried Kiesewetter、Wilhelm Traugott Krug、Friedrich Gottlob Born等。
- カントにほぼ従った哲学者。カール・レオンハルト・ラインホルト、ヤーコプ・フリードリヒ・フリース、ザーロモン・マイモン、Friedrich Eduard Beneke等
- 19世紀後半の新カント主義（Neukantianismus）。マールブルク学派、南西ドイツ学派等。
- 批判主義（Kritizismus）。新カント主義から独立したカント哲学者。
- 現代のカント研究者。Henry E. Allison、Rainer Brandt、Paul Guyer、Dieter Henrich、Otfried Höffe、Helmut Holzhey、Gerold Prauss、Dieter Schönecker、Dietmar Heidemann等。
- その他。Friedrich Karl Forberg、Eric Weil、Jean Ferrari、Claude Piché、Monique Castillo、Robert Theis等